# 2025 en hockey sur gazon
| Années du hockey sur gazon : 2022 - 2023 - 2024 - 2025 - 2026 - 2027 - 2028    |
| Décennies du hockey sur gazon : 1990 - 2000 - 2010 - 2020 - 2030 - 2040 - 2050 |

Cet article présente les faits marquants de l'année 2025 en hockey sur gazon.

## Chronologie Mensuelle

### Janvier
- 26 janvier : le Léopold a remporté le Championnat de Belgique indoor en ayant battu le White Star sur le score de 6-5 au Alfasun Indoor Arena à Roosdaal.

### Avril
- 21 avril : La Gantoise remporte l'Euro Hockey League en battant Bloemendaal sur le score de 2-5 au Sportpark Oosterplas à Bois-le-Duc.

### Mai
- 4 mai : Surbiton remporte le Championnat d'Angleterre en ayant battu les Old Georgians sur le score de 1-2 au Nottingham Hockey Centre à Nottingham.
- 24 mai : le Léopold a battu La Gantoise lors de la première manche de la finale du Championnat de Belgique sur le score de 2-3 au Wilrijkse Plein à Anvers.
- 25 mai : 
  - La Gantoise remporte le Championnat de Belgique en ayant battu le Léopold 5-5 et 3-5 au shoot-out en 2 matchs au Wilrijkse Plein à Anvers.
  - Kampong a battu Amsterdam lors de la première manche de la finale du Championnat des Pays-Bas sur le score de 4-3 au Sportpark Maarschalkerweerd à Utrecht.
- 29 mai : Amsterdam remporte le Championnat des Pays-Bas en ayant battu Kampong 5-5 et 6-5 au shoot-out en 2 matchs au Wagener Stadium à Amsterdam.

### Juin
- 1 juin : le Real Club de Polo remporte le Championnat d'Espagne en ayant battu l'Atlètic Terrassa sur le score de 2-1 au Estadio de Hockey Josep Marquès à Teresa.
- 15 juin  : L'Irlande a fait l'exploit de battre la Belgique sur le score de 2 à 3 au Wilrijkse Plein à Anvers.
- 17 juin : L'Irlande est relégué en Coupe des nations 2025-2026 après leurs défaite face à l'Australie sur le score de 6 à 1 au Wilrijkse Plein à Anvers.
- 22 juin : Les Pays-Bas ont remporté la Ligue professionnelles après une défait de l'Australie face à l'Angleterre sur le score de 2-1 au Lee Valley Hockey & Tennis Centre à Londres.
- 29 juin : L'Espagne se qualifie pour la Coupe du monde 2026 après avoir battu l'Allemagne sur le score de 0 à 2 lors de la Ligue professionnelles.

### Juillet
- 24 juillet :
  - La Trinité-et-Tobago se retire de la Coupe des Amériques.
  - Le Canada gagne le match d'ouverture de la Coupe des Amériques face au Mexique grâce à une victoire 8 à 1.
- 27 juillet : Le Pays de Galles gagne le match d'ouverture du Championnat d'Europe II face à la Suisse grâce à une victoire 3 à 1.
- 28 juillet : L'Ukraine gagne le match d'ouverture du Championnat d'Europe III face à Malte grâce à une victoire 9 à 1.

### Août
- 3 août :
  - L'Argentine remporte la Coupe des Amériques en ayant battu les Etats-Unis 10 à 0.
  - Suite à leurs victoire lors de la Coupe des Amériques, l'Argentine se qualifie pour la Coupe du monde 2026.
- 8 août :
  - L'Angleterre gagne le match d'ouverture du Championnat d'Europe face à la  Pologne grâce à une victoire 5 à 0.
  - L’Allemagne a renversé la France en 5 minutes pour passer d’un 0-2 à un 3-2.
- 12 août :
  - La France se qualifie pour les demi-finales de l’Euro Hockey 2025 c’est une première depuis 55 ans.
  - La Belgique se qualifie pas pour les demi-finales de l’Euro Hockey 2025 la dernière fois que c’est arrivé c’était en 2015.

## Décès
- 7 avril : décès du joueur indien Raghbir Lal à l'âge de 95 ans, il a remporté 2 fois la médaille d'or au jeux olympiques en 1952 et en 1956.
- 24 mai : décès du joueur britannique à l'âge de 97 ans, il a remporté la médaille de bronze au jeux olympiques en 1952.
- 23 juillet : décès de la joueuse irlandaise Maeve Kyle à l'âge de 96 ans, elle a été 3 fois au jeux olympiques en en 1956, 1960 et en 1964.